# Simon Bisley
Simon Bisley é um artista britânico de história em quadrinhos. Tornou-se muito popular na década de 1990, especialmente por seu trabalho em Lobo, Sláine e na ABC Warriors. Seu estilo “diferente”, inspirado em grafitti e em visual do rock, atraiu diversos fãs.

## Carreira
Simon Bisley iniciou sua carreira nos anos 1980, trabalhando para a 2000 AD. Em 1990, foi chamado pela DC Comics para desenhar uma minissérie do personagem Lobo. Esta obra foi um grande sucesso, sendo considerada um clássico do personagem. Também demonstrou seu trabalho em capas e artes internas de diversos títulos, como Patrulha do Destino, Monstro do Pântano, The Authority, Sandman, Exterminador e John Constantine: Hellblazer, bem como na revista Heavy Metal.
Bisley desenhou especiais de Juiz Dredd e Batman, além do crossover entre os dois personagens, pelo qual ganhou um prêmio Eisner de Melhor Artista.